# ギ酸デヒドロゲナーゼ (シトクロムc-553)
ギ酸デヒドロゲナーゼ (シトクロムc-553)（formate dehydrogenase (cytochrome-c-553)）は、次の化学反応を触媒する酸化還元酵素である。
ギ酸 + フェリシトクロムc-553 {\displaystyle \rightleftharpoons } CO2 + フェロシトクロムc-553
反応式の通り、この酵素の基質はギ酸とフェリシトクロムc-553、生成物は二酸化炭素とフェロシトクロムc-553とH+である。
組織名はformate:ferricytochrome-c-553 oxidoreductaseである。